# Ígor Kirílov
Ígor Anatolyevich Kirillov (en ruso: Игорь Анатольевич Кириллов); 13 de julio de 1970-17 de diciembre de 2024) fue jefe de las Tropas de Defensa Química, Biológica y Nuclear de las Fuerzas Armadas Rusas hasta su asesinato en 2024 a manos de las fuerzas de seguridad ucranianas. Kirillov fue el oficial militar ruso de mayor rango asesinado fuera del frente desde la invasión rusa de Ucrania en 2022. La unidad militar de Kirillov ha sido acusada por Estados Unidos y Ucrania de haber utilizado el arma química cloropicrina, prohibida internacionalmente por la Convención sobre Armas Químicas, ratificada por Rusia.

## Biografía
Kirillov nació el 13 de julio de 1970 en Kostromá, República Soviética de Rusia.
Estuvo en las Fuerzas Armadas de la URSS desde 1987. En 1991, se graduó con honores de la Escuela Superior de Mando Militar de Defensa Química de Kostromá. De 1991 a 1994, sirvió como comandante de pelotón en el Grupo de Fuerzas Occidental. Tras su partida de Alemania, sirvió en el Distrito Militar de Moscú. Desde 1995, ocupó cargos sucesivamente, desde comandante de compañía hasta comandante de brigada de protección radiológica, química y biológica.
De 2005 a 2007, estudió en la Academia Militar de Protección NBQ.
Desde 2009, ocupó diversos cargos en la Oficina del Jefe de las Tropas Rusas de Protección NBQ de las Fuerzas Armadas Rusas.
En septiembre de 2014, Kirillov fue nombrado jefe de la Academia Militar de Protección NBQ Timoshenko.
En abril de 2017, Kirillov asumió el cargo de jefe de las Tropas de Protección NBQ de las Fuerzas Armadas de la Federación Rusa. Participó en la creación y adopción del nuevo lanzacohetes múltiple TOS-2 "Tosochka".

### Invasión rusa de Ucrania
Tras la invasión rusa de Ucrania, por su participación directa en acciones militares contra un Estado soberano, Kirillov fue incluido en la lista internacional de sanciones. El 23 de febrero de 2022, fue incluido en la lista de sanciones de Canadá. El 19 de octubre de 2022, fue incluido en la lista de sanciones de Ucrania. También fue sancionado por el Reino Unido el 8 de octubre de 2024.
Según el Servicio de Seguridad de Ucrania, desde febrero de 2022 se han registrado 4.800 casos de uso de armas químicas por parte de Rusia durante la invasión de Ucrania. Kirillov apareció regularmente en la televisión rusa durante la guerra, donde acusó a Estados Unidos de ayudar a Ucrania a construir laboratorios secretos para armas biológicas y afirmó que Ucrania estaba desarrollando una bomba sucia, afirmaciones para las que no existen pruebas.
Según el Departamento de Estado de Estados Unidos, Rusia utilizó cloropicrina bajo los auspicios de Kirillov, un agente asfixiante ampliamente utilizado en la Primera Guerra Mundial, así como gas lacrimógeno en el campo de batalla. Las armas químicas incluían granadas de combate equipadas con los agentes químicos irritantes CS y CN, prohibidos en la guerra según la Convención sobre Armas Químicas.
El 16 de diciembre de 2024, Ucrania acusó a Kirillov en rebeldía por el uso de armas químicas prohibidas durante la guerra ruso-ucraniana. Según funcionarios ucranianos, más de 2.000 soldados fueron hospitalizados y tres murieron como resultado de ataques con armas químicas bajo el mando de Kirillov.

## Asesinato
Kirillov murió en una explosión en Moscú el 17 de diciembre de 2024, aproximadamente a las 6:12 a. m. MSK. Murió junto con un asistente, cuyo nombre, según las autoridades rusas, era Ilya Polikarpov (Илья Поликарпов), cuando salían de un complejo residencial en la zona de Ryazansky Prospekt. La explosión se produjo por la detonación de un artefacto explosivo colocado en un patinete eléctrico, con la potencia suficiente para romper las ventanas de un edificio al otro lado de la calle. Según los medios estatales rusos, el artefacto contenía aproximadamente la misma cantidad de explosivos que los utilizados en los atentados del metro de Moscú de 2010, que causaron la muerte de 40 personas y heridas a 80. El artefacto contenía aproximadamente 300 gramos de TNT equivalente.

### Reacciones
El Servicio de Seguridad de Ucrania se atribuyó la responsabilidad del asesinato. Una fuente del Servicio de Seguridad de Ucrania declaró que Kirillov "era un criminal de guerra y un objetivo perfectamente legítimo" y advirtió que "un final tan vergonzoso les espera a todos aquellos que asesinan a ucranianos". Según el medio estatal ruso TASS, los investigadores encontraron una cámara oculta utilizada para monitorear a Kirillov en un vehículo compartido cercano.
Tras el asesinato, el expresidente Dmitri Medvédev, vicepresidente del Consejo de Seguridad de Rusia, prometió "represalias inevitables" contra el liderazgo militar y político de Ucrania. Otros funcionarios rusos rindieron homenaje a Kirillov tras su muerte. Maria Zakharova, portavoz del Ministerio de Asuntos Exteriores ruso, afirmó que Kirillov "trabajó con valentía" y "no se escondió tras las espaldas". Andrey Kartapolov, presidente del Comité de Defensa de la Duma Estatal, lo calificó de "general ruso digno" y "líder de su organización, admirado". Tras el asesinato, Vyacheslav Volodin, presidente de la Duma Estatal, guardó un minuto de silencio en memoria de Kirillov, describiéndolo como "no solo un líder militar, sino ante todo un científico".
Un portavoz del primer ministro británico, Keir Starmer, declaró que Londres "no iba a lamentar" la muerte de Kirillov, afirmando que había "impuesto sufrimiento y muerte al pueblo ucraniano".
El portavoz del Departamento de Estado, Matthew Miller, confirmó que Estados Unidos "no tenía conocimiento previo y no estaba involucrado", al tiempo que denunció las "atrocidades" de Kirillov y su participación en el uso de armas químicas contra las fuerzas ucranianas.

### Arresto de sospechoso
El 18 de diciembre, un día después del asesinato, el Servicio Federal de Seguridad de Rusia (FSB) anunció el arresto de un ciudadano uzbeko de 29 años, sospechoso de participar en el asesinato. El FSB afirmó que el sospechoso había confesado haber sido reclutado por agencias de inteligencia ucranianas para llevar a cabo el asesinato y que la operación había sido transmitida en directo por agentes ucranianos con base en Dnipro. Posteriormente, fue identificado como Akhmad Kurbanov y se encuentra en prisión preventiva durante dos meses.